# Emmanuel Bich
Il Barone Emmanuel Bich (pron. fr. AFI: [ɛmanɥɛl bik]) (Châtillon, 25 dicembre 1800 – Aosta, 21 agosto 1866) è stato un medico, politico e nobile italiano.
È stato sindaco di Aosta dal 1838 al 1841 e dal 1845 al 1846

## Biografia
La famiglia di Emmanuel Bich, originaria di Chaméran, una frazione di Châtillon, deve la sua notorietà e influenza a suo nonno Pantaléon del fu Jean-Grat "Bic", nato il 1720 e morto il 20 luglio 1801, sindaco di Châtillon.
La famiglia Bich è originaria di Siena, dapprima come Bicchi. Intorno al 1370, durante la guerra tra guelfi e ghibellini, si trasferì in Valle d’Aosta, a Valtournenche, dove francesizzò il proprio cognome in Bich.
Il padre di Emmanuel, Jean-Jacques-Pantaléon, anche lui sindaco di Châtillon e avvocato a Torino, muore per una pleurite all'età di 24 anni il 4 novembre 1802 lasciando due piccoli infanti, Emmanuel e Charles-Joseph (1802-1881). La madre, Philippine Passerin d'Entrèves, si risposa e muore di parto nel 1813.
Il giovane Emmanuel viene quindi allevato della 3ª moglie del nonno, Marie-Joséphine Cacchiardi di Montfleury, che lo fa studiare al Liceo imperiale a Torino e all'Università di Torino, dove ottiene un dottorato in medicina nel 1823 all'età di 23 anni.
Il giovane diplomato passa in seguito due anni a Parigi, per perfezionare la sua formazione, prima di tornare in Valle d'Aosta e di prendere residenza ad Aosta. Il 10 dicembre 1827 si sposa con Joséphine Aspasie, figlia del ricco negoziante aostano Claude-Nicolas Barillier, e che discende da parte della madre, Marie-Louise, da Jean-Baptiste de Tillier. La giovane coppia prende domicilio in una lussuosa dimora al 80-84 di rue Croix-de-Ville.
Nel 1838, Emmanuel Bich diventa sindaco di Aosta. È il fautore del monumentale Hôtel-de-Ville (municipio) a colonnato in Piazza Émile Chanoux. Alla fine del suo mandato, è nobilitato il 13 luglio 1841 quando riceve il titolo ereditario di «barone» da Carlo Alberto di Savoia. È anche nominato ufficiale dell'Ordine dei Santi Maurizio e Lazzaro ed eletto al parlamento del Regno di Sardegna.
Nel 1844, essendo diventato medico in capo della città lotta contro una epidemia di febbre tifoide. È nuovamente sindaco dal 1845 al 1846. Alla sua morte, il 21 agosto 1866, la città d'Aosta gli offre dei funerali imponenti.
Era il bisnonno di Marcel Bich.